# Сен-Бонне-де-Салер
Сен-Бонне́-де-Сале́р (фр. Saint-Bonnet-de-Salers, окс. Sant Bonnet de Salers) — коммуна во Франции, находится в регионе Овернь. Департамент — Канталь. Входит в состав кантона Салер. Округ коммуны — Морьяк.
Код INSEE коммуны — 15174.
Коммуна расположена приблизительно в 420 км к югу от Парижа, в 85 км юго-западнее Клермон-Феррана, в 27 км к северу от Орийака.

## Население
Население коммуны на 2008 год составляло 324 человека.
| 1962 | 1968 | 1975 | 1982 | 1990 | 1999 | 2008 |
| ---- | ---- | ---- | ---- | ---- | ---- | ---- |
| 645  | 549  | 507  | 438  | 402  | 330  | 324  |

## Администрация
| Период | Период | Фамилия    | Партия | Примечания |
| ------ | ------ | ---------- | ------ | ---------- |
| 1995   | 2001   | Колет Дозе |        |            |
| 2001   | 2008   | Пьер Мори  |        |            |
| 2008   |        | Колет Дозе |        |            |

## Экономика

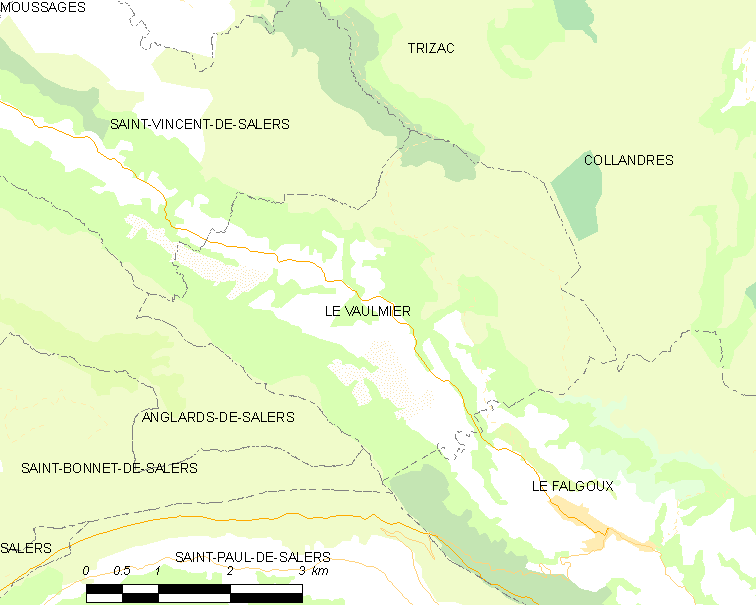
Карта коммуны

В 2007 году среди 187 человек в трудоспособном возрасте (15—64 лет) 145 были экономически активными, 42 — неактивными (показатель активности — 77,5 %, в 1999 году было 69,7 %). Из 145 активных работали 139 человек (76 мужчин и 63 женщины), безработных было 6 (1 мужчина и 5 женщин). Среди 42 неактивных 8 человек были учениками или студентами, 21 — пенсионерами, 13 были неактивными по другим причинам.

## Достопримечательности
- Церковь Сен-Бонне (XII век). Памятник истории с 2003 года[3]
- Замок Лейбро (XIV—XV века). Памятник истории с 2002 года[4]